# Polyurena hexacercata
Polyurena hexacercata är en insektsart som beskrevs av Piza Jr. 1967. Polyurena hexacercata ingår i släktet Polyurena och familjen vårtbitare. Inga underarter finns listade i Catalogue of Life.